# Osteospermum karooicum
Osteospermum karooicum là một loài thực vật có hoa trong họ Cúc. Loài này được (Bolus) Norl. mô tả khoa học đầu tiên năm 1943.